# Retreat (Film)
Retreat ist ein britisches Endzeit-Filmdrama aus dem Jahr 2011. Das Regiedebüt von Carl Tibbetts handelt von einem Ehepaar auf einer einsamen Insel, das von einem zwielichtigen Soldaten über den Ausbruch einer Pandemie informiert wird.

## Handlung
Der Londoner Architekt Martin und die Journalistin Kate verbringen ihren Urlaub auf der einsamen Insel Blackholme. Im Fairweather Cottage, dem einzigen Haus auf der Insel, war das Ehepaar schon oft zu Besuch. Aber nun ist die Beziehung durch eine Fehlgeburt belastet, über die Kate heimlich einen Bericht schreibt. Als der Generator im Haus ausfällt und nicht repariert werden kann, sind die Bewohner plötzlich ohne Strom. Sie informieren über CB-Funk den Besitzer Doug, der verspricht, am nächsten Tag vom Festland zu ihnen zu kommen. Doug erscheint jedoch nicht wie vereinbart. Stattdessen taucht ein verletzter Soldat auf. Als er im Cottage aufwacht, stellt er sich als Private Jack Coleman vor. Er berichtet von einem Virus R1N16, das sich in einer Pandemie von Südamerika ausgebreitet habe und bei einer Infektion über die Atemluft absolut tödlich wirke. Auf Anordnung der Armee sollen sich die noch lebenden Menschen ihre Häuser von innen versiegeln.
Während Martin und Kate verunsichert reagieren und nicht wissen, was sie von der Geschichte halten sollen, beginnt Jack sofort damit, die Fenster abzudichten und zu verbarrikadieren. Mit seinem Befehlston übernimmt der Soldat die Kontrolle. Später erhält er auch seine Pistole zurück, die Martin ihm aus Angst abgenommen hatte. Da die Eheleute sich nicht wehren können, hilft Martin Jack zunächst, was Kate noch mehr beunruhigt. Doch nach einiger Zeit nähert sich Kate dem Soldaten und befragt ihn nach seiner Frau, woraufhin Jack noch aggressiver wird.
Nachdem Kate Martin alles über die misslungene Schwangerschaft gebeichtet hat, entscheiden sie sich, das Haus trotz der unbekannten Gefahr zu verlassen. Jack zwingt sie mit Waffengewalt zum Bleiben und sperrt sie im Schlafzimmer ein. Trotzdem gelangt Martin durch ein Dachfenster nach draußen und entdeckt dort Doug und seine Frau; beide wurden erschossen. Er holt Dougs Gewehr aus einem Schuppen und überwältigt Jack damit. Doch plötzlich beginnt er zu husten und Blut zu spucken, was der Soldat als Symptom von R1N16 deutet. Jack kann sich befreien, während Kate ihren Mann erschießt, um ihm weitere Qualen zu ersparen.
Anschließend bedroht sie Jack mit der Waffe und zwingt ihn, endlich die Wahrheit zu erzählen. Jack gesteht nun, dass er in einem Militär-Krankenhaus für ein Experiment missbraucht und dabei mit dem tödlichen Virus infiziert worden sei. Außerdem zeigt er Kate, wie er den CB-Funk manipuliert hat und lässt sie nun eine Nachricht hören, in der von einer Medizin gegen R1N16 die Rede ist. Jack bezeichnet die Aussage als Lüge, aber Kate meint, dass Martin vielleicht noch eine Chance gehabt hätte, und tötet Jack in ihrer Wut. Als sie die Leiche ihres Mannes gerade ins Boot legt, um die Insel zu verlassen, wird sie selbst von einem Scharfschützen aus einem Hubschrauber erschossen.

## Produktion
Der Film wurde auf der walisischen Insel Ynys Llanddwyn gedreht. Einige Luftaufnahmen entstanden über den Äußeren Hebriden.

## Rezeption
Jan Hamm von Filmstarts sieht den Film eher als Kammerspiel, wenn er schreibt: „Dem Genre gewinnt Tibbetts dabei zwar nichts wirklich Neues ab, spannend und wendungsreich geht es in seinem theaterhaften Film jedoch allemal zu.“ Er lobt insbesondere die beiden männlichen Hauptdarsteller: „Als Martin ist Murphy gewohnt stark – mit Bell liefert er sich hier ein Schauspielduell, das die verheißungsvolle Kammerspiel-Überschrift auch wirklich verdient.“ Thomas Ays attestiert Newton bei Moviesection „ein glaubhaftes und nachvollziehbares Gesicht“, bewertet aber nur einen der männlichen Schauspieler positiv: „Cillian Murphy [...] ist das schwächste Glied in dieser Konstellation, was ganz klar an Jamie Bell liegt, der hier wie eine Naturgewalt durch den Film fegt“. Sven Jacobs betont bei Movie-Infos, dass in einer Konstellation mit nur wenigen Darstellern „alles stimmen“ müsse, was nicht ganz gelungen sei. Immerhin biete „der Film interessante Twists und [sei] recht spannend geworden“.